# Kaliumtantalat
Kaliumtantalat ist eine anorganische chemische Verbindung des Kaliums aus der Gruppe der Tantalate.

## Gewinnung und Darstellung
Kaliumtantalat kann durch Reaktion von Tantal(V)-oxid mit Kaliumcarbonat gewonnen werden.

## Eigenschaften
Kaliumtantalat ist ein weißer geruchloser Feststoff, der praktisch unlöslich in Wasser ist. Er besitzt eine kubische Perowskit-Kristallstruktur mit der Raumgruppe Pm3m (Raumgruppen-Nr. 221).

## Verwendung
Kaliumtantalat wird in der Forschung verwendet.